# Millersville (Jarvis Island)

Lage der ehemaligen Siedlung auf der Insel

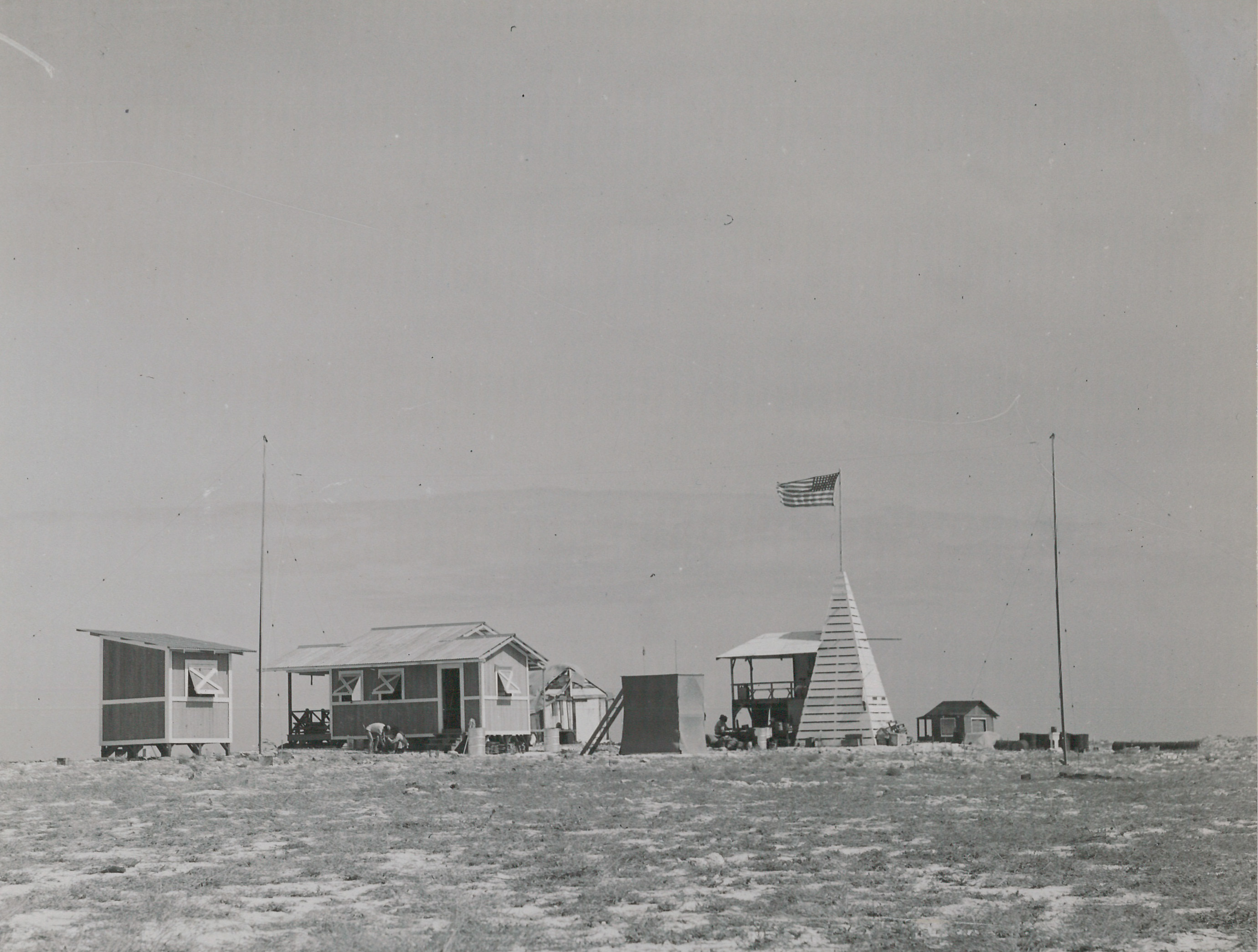
Millersville

Millersville war eine kleine Siedlung auf der Jarvisinsel, einer heute unbewohnten Insel im Südpazifik.

## Geschichte
Am 26. März 1935 wurden unter dem Baker, Howland and Jarvis Colonization Scheme die ersten vier Siedler mit der USCGC Itasca auf die Insel gebracht. Sie gründeten dort im Westen der Insel eine erste Siedlung. Diese wurde zunächst in erster Linie für die Wetterbeobachtung genutzt. Auch die Anlage einer Piste war vorgesehen, um die Insel per Flugzeug erreichen zu können.
Aufgrund der Kriegsereignisse im Pazifik wurde die Insel im Februar 1942 evakuiert, nachdem sie von den japanischen Streitkräften beschossen worden war. Nach Kriegsende wurden keine weiteren Kolonisierungsversuche unternommen.
Während des Internationalen Geophysikalischen Jahres 1957 kamen nochmal Wissenschaftler auf die Insel, die sie allerdings 1958 wieder verließen.